# Dança esportiva nos Jogos Mundiais de 2009
As competições de dança esportiva nos Jogos Mundiais de 2009 ocorreram entre 24 e 25 de julho na Arena Kaohsiung. Três eventos foram disputados.

## Quadro de medalhas
| Ordem | País      | Medalha de ouro | Medalha de prata | Medalha de bronze |   |
| ----- | --------- | --------------- | ---------------- | ----------------- | - |
| 1     | Rússia    | 1               | 1                | 2                 | 4 |
| 2     | Itália    | 1               |                  | 1                 | 2 |
| 3     | França    | 1               |                  |                   | 1 |
| 4     | Eslovénia |                 | 1                |                   | 1 |
| 4     | Alemanha  |                 | 1                |                   | 1 |
| TOTAL | TOTAL     | 3               | 3                | 3                 | 9 |

## Medalhistas
| Evento                  | Ouro                                      | Prata                                            | Bronze                                        |
| Clássico (detalhes)     | ITA Itália Paolo Bosco Sylvia Pitton      | GER Alemanha Benedetto Ferruggia Claudia Koehler | RUS Rússia Marat Gimaev Alina Basyuk          |
| Rock'n'Roll (detalhes)  | FRA França Christophe Payan Kathy Richeta | RUS Rússia Ivan Yudin Olga Sbitneva              | RUS Rússia Ivan Klimov Katrin Gazazyan        |
| Dança latina (detalhes) | RUS Rússia Alexey Silde Anna Firstova     | SLO Eslovênia Jurij Batagelj Jagoda Strukelj     | ITA Itália Gabriele Goffredo Antonia Goffredo |